# 4400 Bagryana
4400 Bagryana eller 1985 QH4 är en asteroid i huvudbältet som upptäcktes den 24 augusti 1985 av Rozhen-observatoriet. Den är uppkallad efter den bulgariska författarinnan Elisaveta Bagrjana.
Asteroiden har en diameter på ungefär 5 kilometer.